# École d'Ulm
L’École d’Ulm (en allemand Hochschule für Gestaltung Ulm ou HfG Ulm) est une école de design fondée en 1953 à Ulm par Otl Aicher et Inge Scholl, figures de la résistance au nazisme, et Max Bill, ancien élève du Bauhaus. Après 15 années d'activité, l'école ferme en 1968 à la suite de difficultés de financement.

## Histoire

### Fondation de l'école
Inge Scholl (la sœur de Hans et Sophie Scholl, jeunes résistants exécutés en 1943 par les nazis) et son mari, le graphiste Otl Aicher, s'engagent dès 1946 pour la fondation d'une école dont l'enseignement mettrait au centre les valeurs démocratiques. Lorsque l'artiste et designer suisse Max Bill rejoint l'équipe de planification, il est décidé que cette école sera focalisée sur le design. Graduellement, il devient clair que cette école sera dans la lignée directe du Bauhaus, qui avait fermé en 1933. Le 3 août 1953 commencent les premiers cours (provisoirement dans les locaux de la Volkshochschule), accueillant 21 étudiants, avec comme enseignants des "anciens" du Bauhaus, comme Walter Peterhans (qui donne le premier cours de base, pendant 3 mois), Josef Albers (décembre 1953 et janvier 1954, puis de mai à août 1955), Johannes Itten (un cours d'une semaine sur la théorie de la couleur en avril 1955) et Helene Nonné-Schmidt (différents cours entre 1954 et 1957).

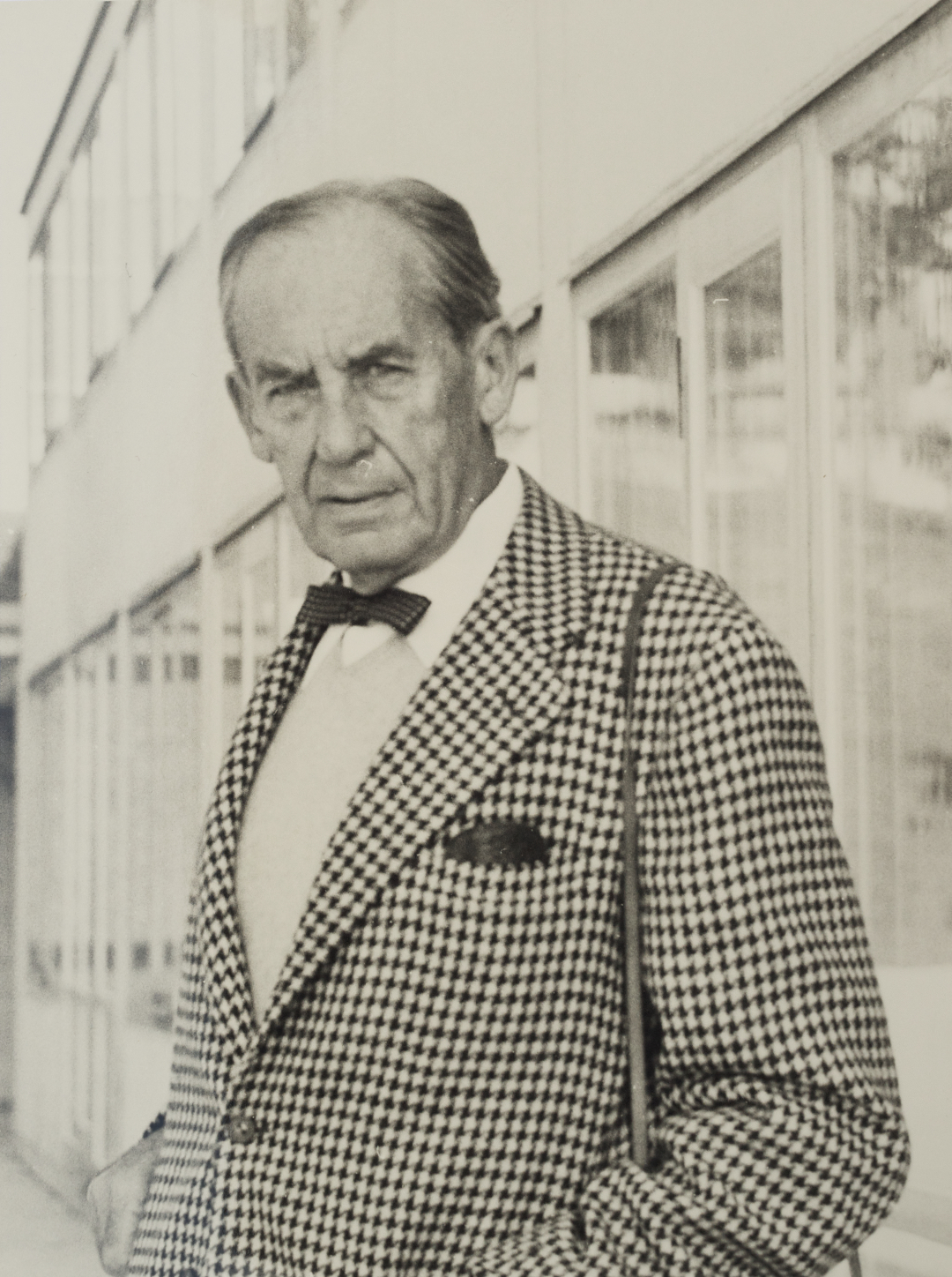
Walter Gropius lors de la cérémonie d'inauguration de la HfG Ulm

La donation d'un million de Deutsche Mark, apporté par des fonds américains, permet la construction d'un campus, sur une colline qui surplombe la ville. Les travaux commencent le 8 septembre 1953, et se terminent en 1955. Lors de l'inauguration des nouveaux bâtiments, le 2 octobre 1955, Walter Gropius (ancien directeur du Bauhaus) prononce le discours d'ouverture.

#### Pédagogie et structure de la formation
Pendant la période de 1953 à 1956, la pédagogie de l'école d'Ulm est fortement influencée par son premier recteur, Max Bill, qui situe l'école dans la continuité du Bauhaus. Cependant, les arts plastiques (peinture et sculpture) ne sont pas enseignés à Ulm, l'école se dédie aux arts appliqués: le graphisme, le design de produits, et l'architecture.

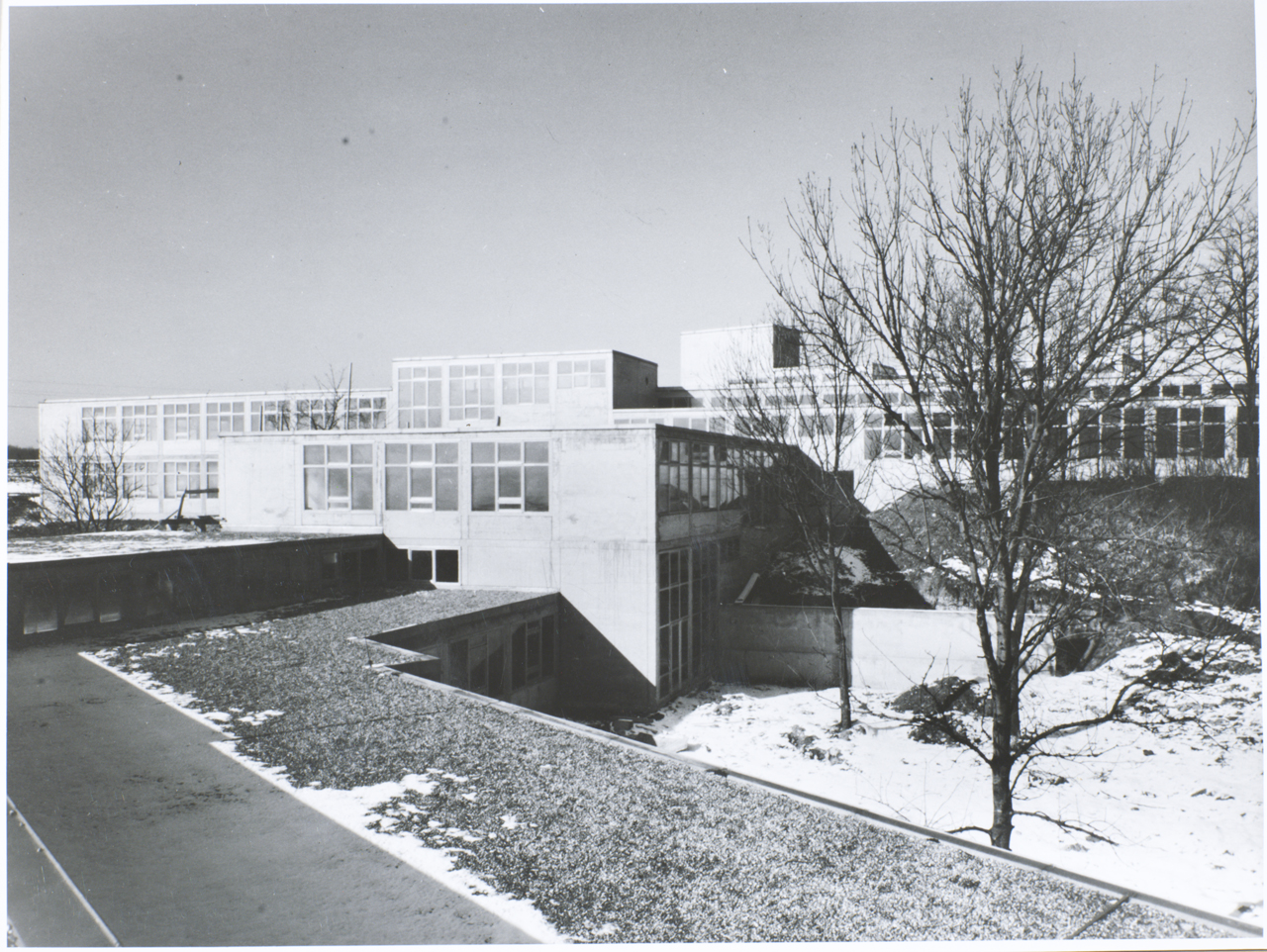
Hochschule für Gestaltung Ulm (en 1955)

La formation commence par un cours fondamental d'une année, puis l'étudiant est admis dans l'une des quatre sections: «design industriel» (all: Produktform), «industrialisation du bâtiment» (all: Bauen), «communication visuelle» (publicité, typographie, photographie et diverses techniques d'exposition), et «information» (formation pour "les moyens de communication tels que la presse, la radio, la télévision et le cinéma").

### 1957: départ de Max Bill, orientation vers les sciences
Tomás Maldonado, à qui Bill a donné dès janvier 1955 la tâche de diriger le cours de base, va débarrasser les cours de l'influence du Bauhaus, et défendre la mise en avant des sciences. Maldonado, Zeischegg et Hans Gugelot appellent à ce que les sciences et la technologie aient une place dans l'enseignement.
Max Bill, qui défend la créativité comme le plus important élément du design, démissionne de sa fonction de recteur le 31 mars 1956, puis quitte l'école en 1957. Celle-ci est désormais dirigée par un co-rectorat composé de Aicher, Hans Gugelot, Tomás Maldonado et Friedrich Vordemberge-Gildewart. Le nouveau rectorat se distancie de la tradition du Bauhaus, considérée comme obsolète. Il met en avant les mathématiques, les processus de design et la théorie de la communication. Maldonado, qui enseigne la méthodologie visuelle et la sémiotique, introduit dans le cours de base des matières mathématiques et scientifiques (logique mathématique, symétrie, topologie, physique, chimie...).
Le 18 septembre 1958, Maldonado donne une conférence à l'exposition universelle de Bruxelles, intitulée «les nouvelles perspectives industrielles et la formation du designer». Il y défend la nouvelle philosophie éducative de la HfG Ulm, qui base l'enseignement du design industriel sur des connaissances scientifiques et techniques étendues. Le texte de cette conférence est reproduit dans le numéro 2 de la revue Ulm, en octobre 1958.
L'influence grandissante des personnalités venues du domaine scientifique – le mathématicien Horst Rittel, le sociologue Hanno Kesting – suscite de nouvelles tensions, et conduit à une polarisation entre les factions "science" et "design", sur fond de protestations des étudiants en 1961-1962.

### 1962: ré-orientation vers le design
L'opposition se creuse entre Horst Rittel et Otl Aicher, ce dernier souhaitant revenir à l'objectif premier de l'école: former des designers en design industriel, communication visuelle, et architecture. Aicher orchestre un «coup d'état» en se faisant élire recteur, le 20 décembre 1962.
La décision d'Aicher de réduire l'enseignement scientifique aura des conséquences financières: les soutiens du gouvernement allemand, qui étaient liées à la recherche scientifique pratiquée dans la haute école, sont diminués. La fonction de recteur est reprise en octobre 1964 par Maldonado, puis en octobre 1966 par Herbert Ohl (jusqu'à la fermeture en 1968).

### Réalisations en design industriel
L'école d'Ulm est connue en particulier pour ses réalisations en design industriel, qui se caractérisent par un aspect ascétique, neutre, sans extravagance. Entre 1955 et 1962, pas moins de 190 entreprises collaborent avec la HfG Ulm pour le développement de produits.
Plusieurs produits sont élaborés pour l'entreprise Braun en collaboration avec Dieter Rams, comme le combiné radio-phono Phonosuper SK 4 (de) (1956). L'enseignant Hans Gugelot, responsable du département Product Form, a commencé en 1955 une collaboration avec Braun. Des objets comme le Pocket Radio (model T3) de 1958 font partie de la collection de design du Moma. 
L'entreprise italienne Olivetti établit des liens avec l'école d'Ulm, et recrute des diplômés, dont Andries Van Onck et Hans von Klier. Au printemps 1959, Roberto Olivetti et Ettore Sottsass visitent Ulm et rencontrent Tomás Maldonado. Par la suite, Maldonado et Gui Bonsiepe sont mandatés par Olivetti pour développer un langage visuel pour la console de commande de l'ordinateur Elea,.

Des travaux sont également réalisés dans le domaine des transports. Les enseignants Hans Gugelot, Herbert Lindinger et Helmut Müller-Kühn conçoivent un wagon pour la Hamburger Hochbahn, qui est mis en opération en 1962. L'entreprise aérienne Lufthansa mandate le «groupe de développement 5» dirigé par Otl Aicher pour développer son identité visuelle à travers divers supports, allant du logo à la conception de vaisselle de bord. Entre 1955 et 1962, pas moins de 190 entreprises collaborent avec la HfG Ulm pour le développement de produits.

Design de produits à la HfG Ulm
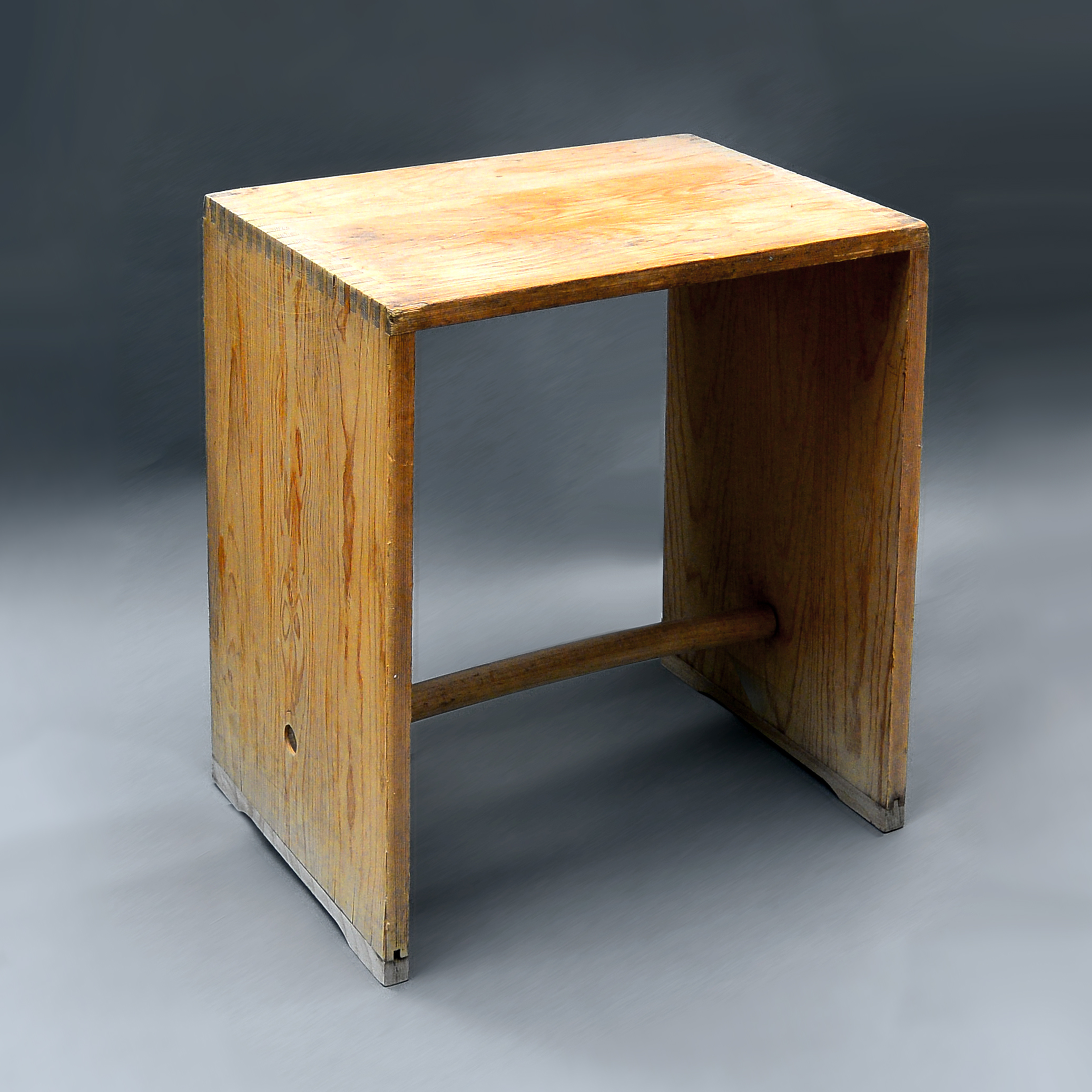
Tabouret multi-fonction («Ulmer Hocker») (de) conçu par Max Bill 1954 pour la HfG Ulm.
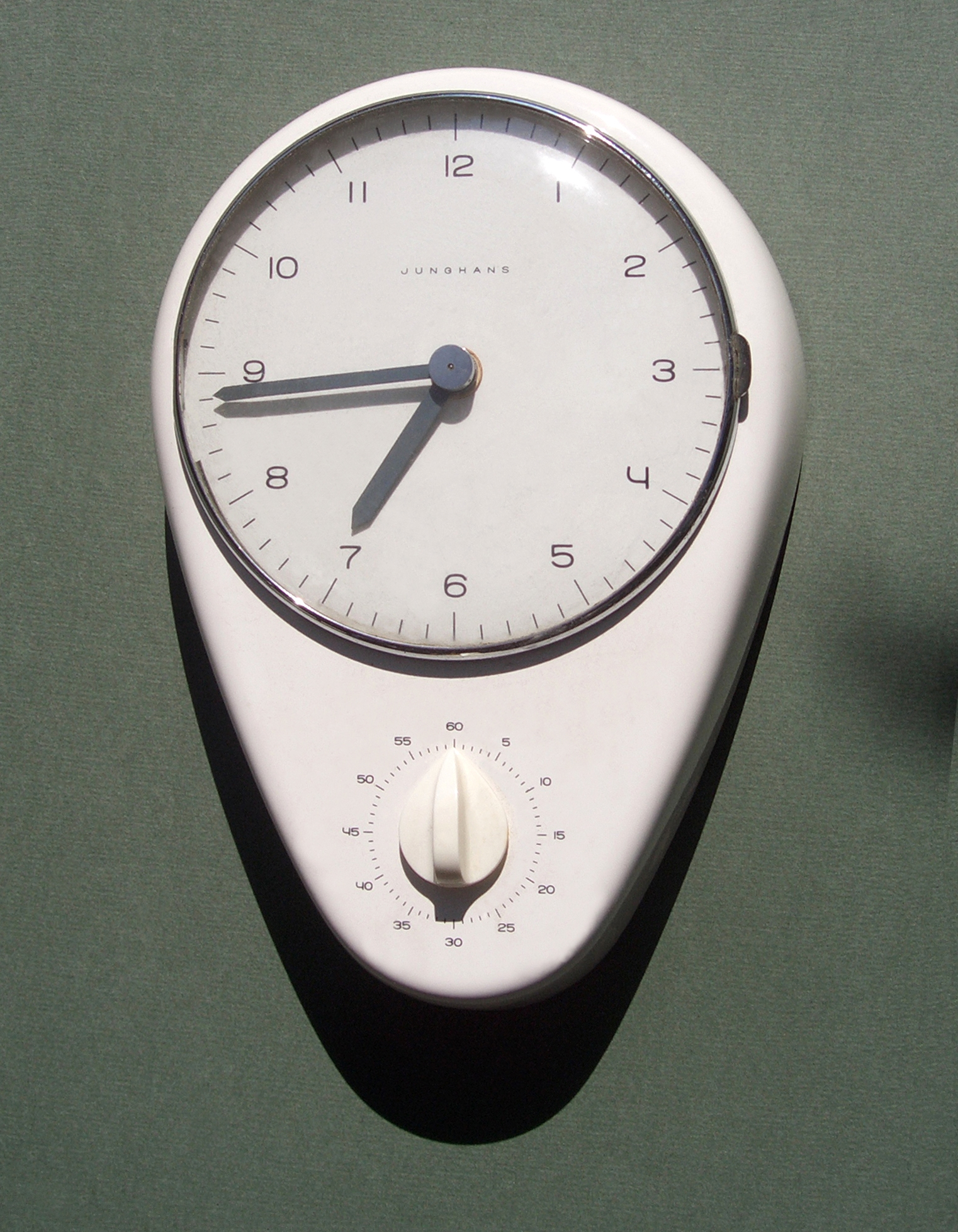
Horloge de cuisine conçue par Max Bill pour Junghans en 1956.
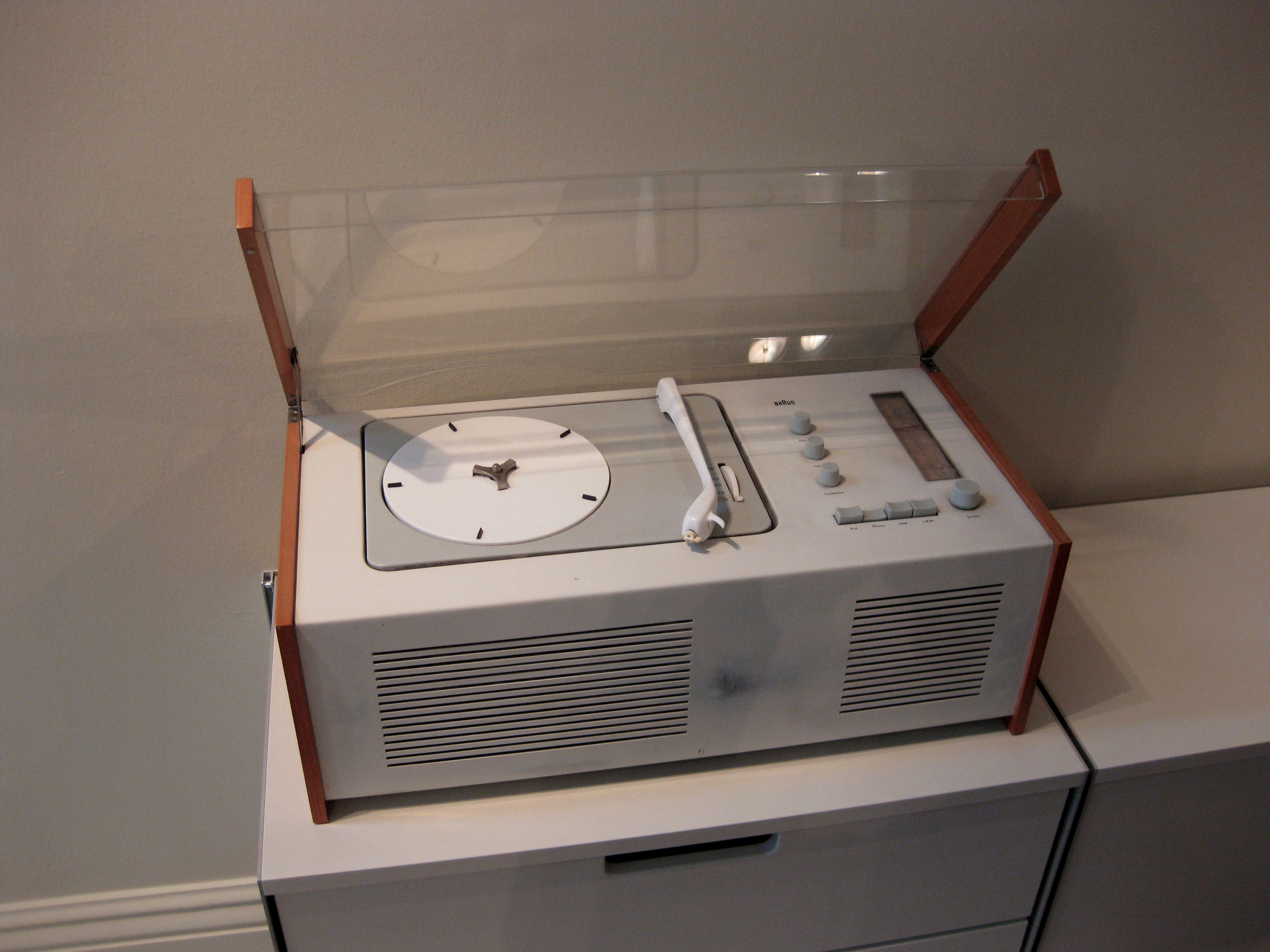
Le «Phonosuper SK 4», conçu par Dieter Rams et Hans Gugelot pour Braun en 1956
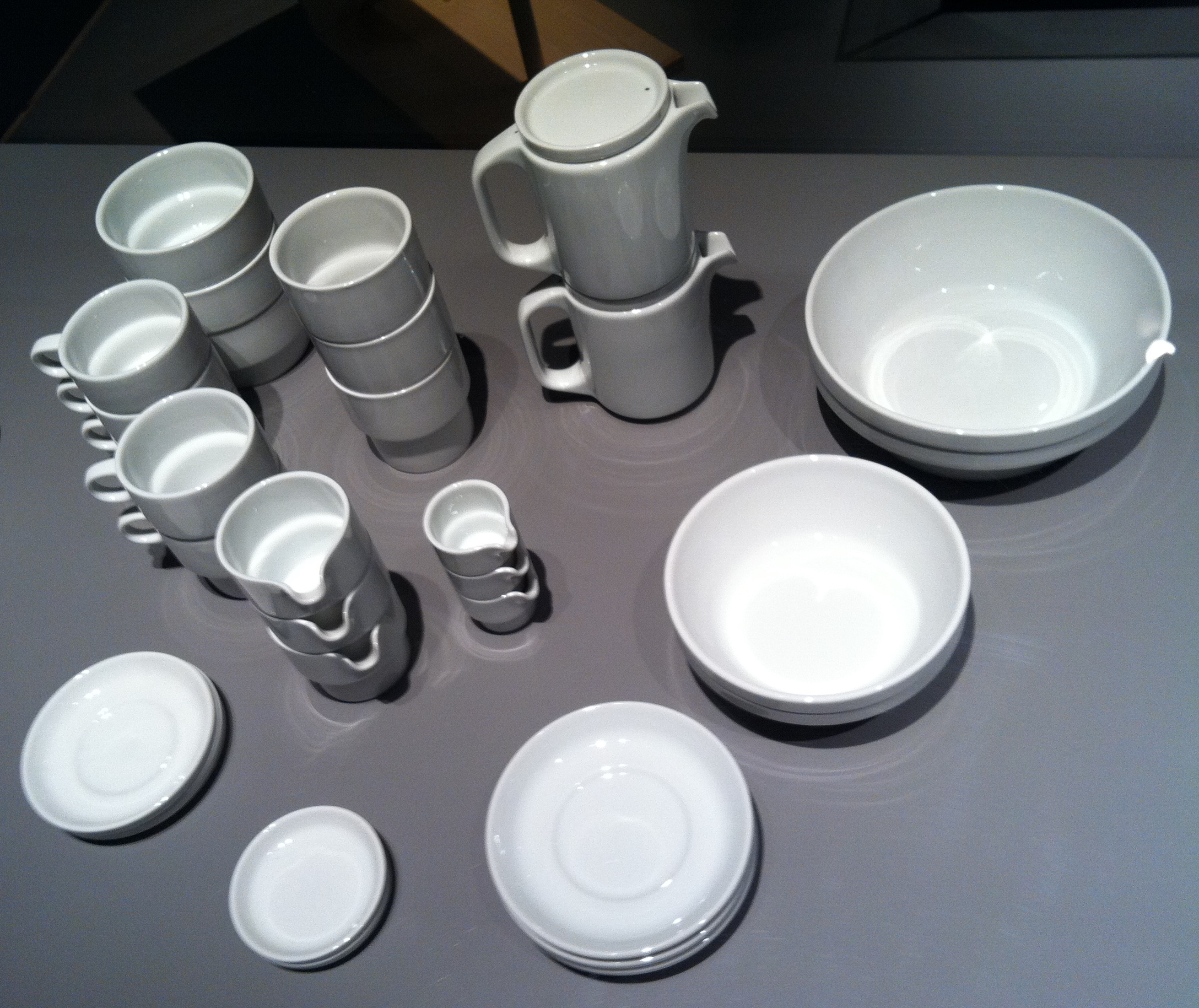
Ensemble de services «TC 100» par Nick Roericht, 1959 (travail de diplôme).
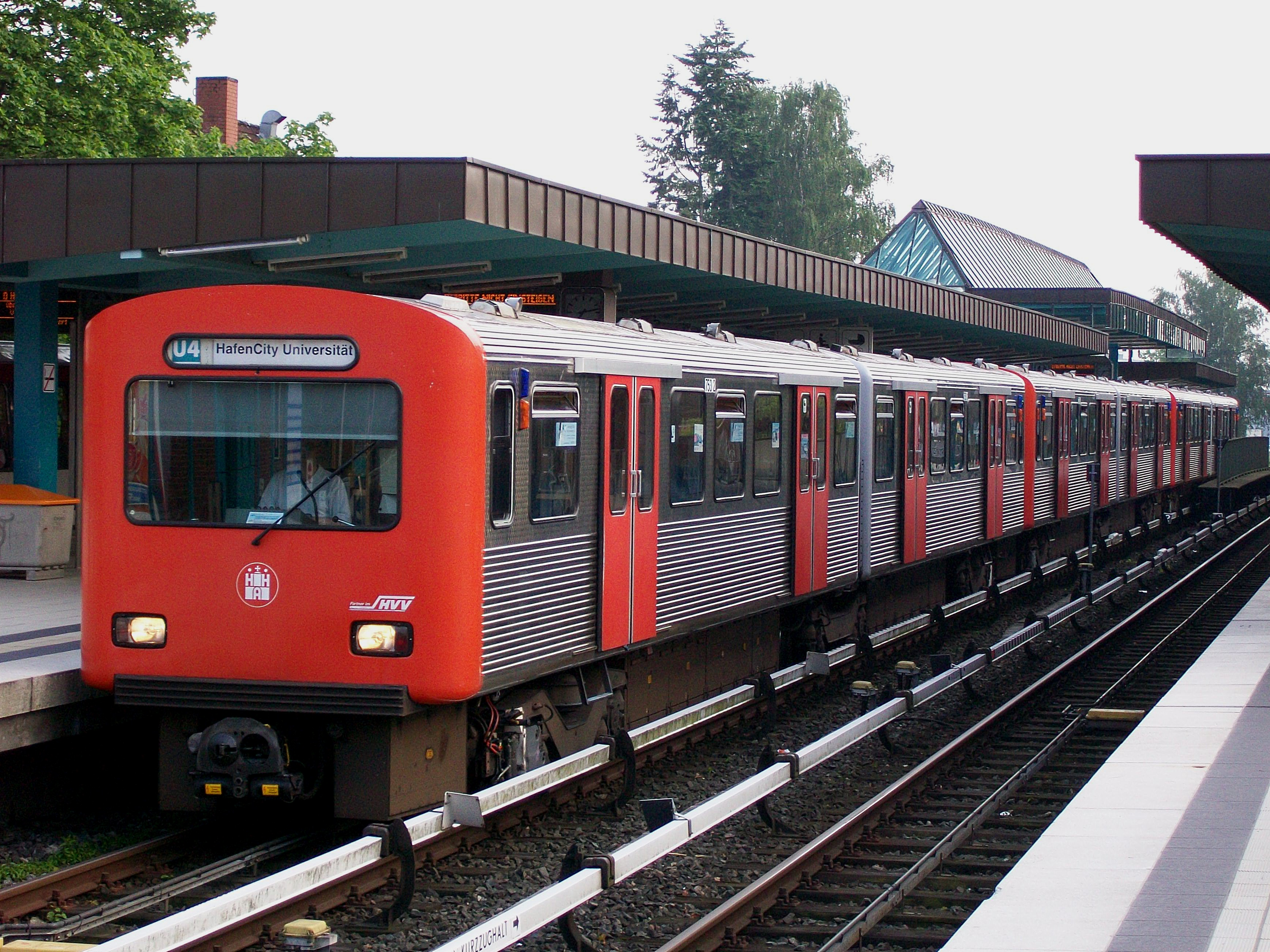
Wagon (HHA Typ DT2) pour la Hamburger Hochbahn, par Hans Gugelot, Herbert Lindinger et Helmut Müller-Kühn, 1961/62.
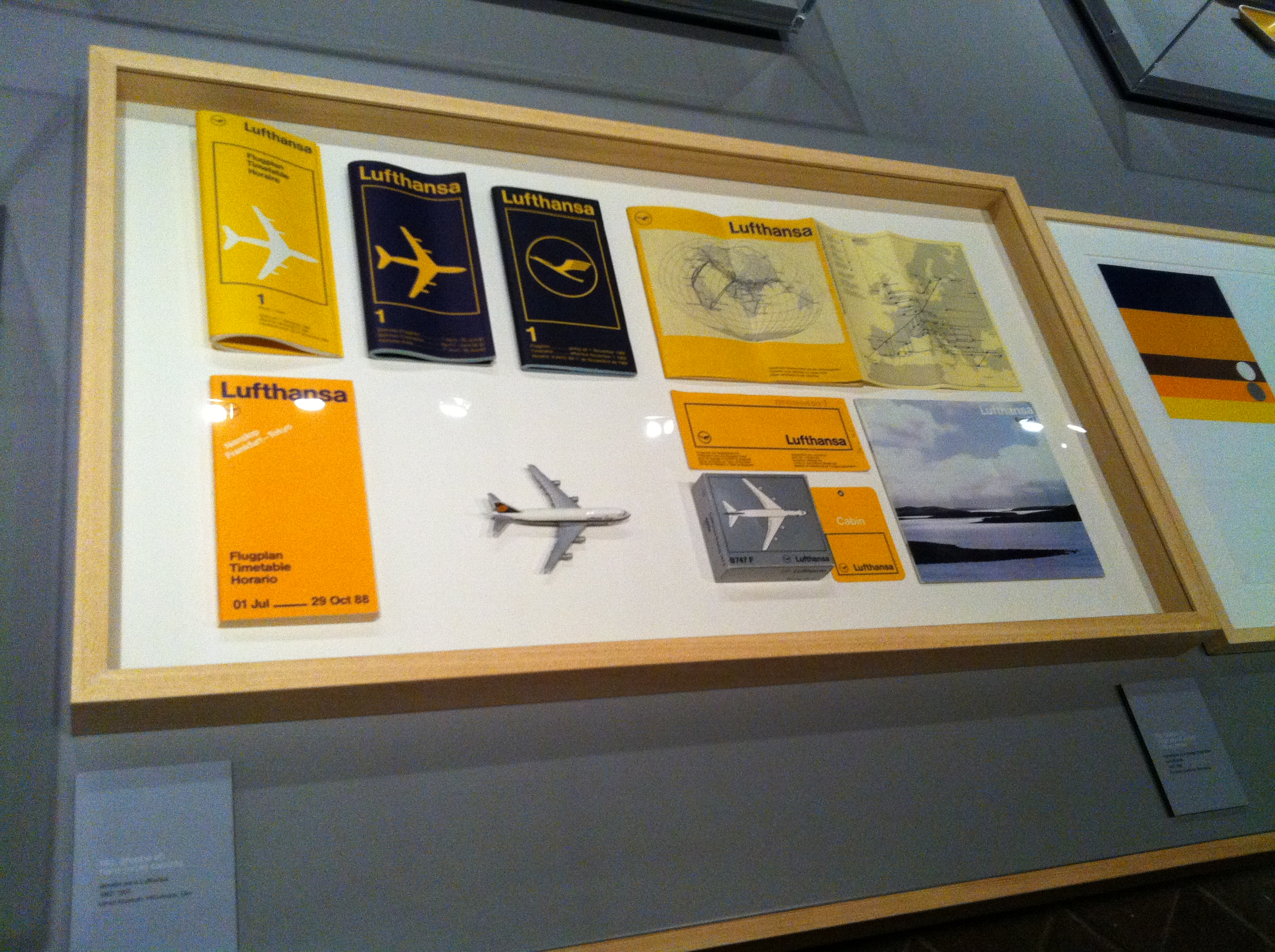
Développement de l'identité visuelle de Lufthansa (1962).
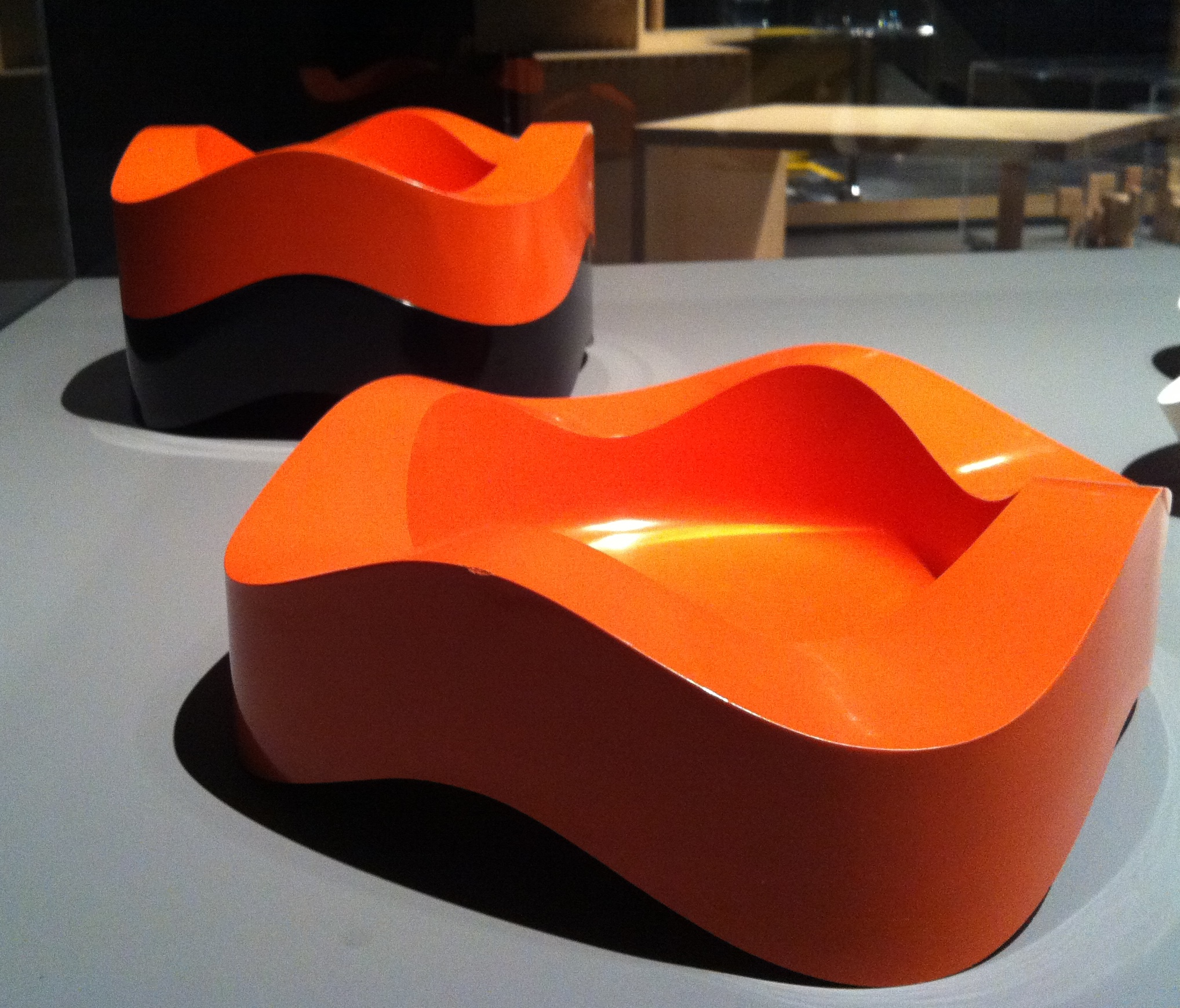
Cendrier «Sinus» par Walter Zeischegg, 1966/67.

### Héritage
Lors de sa fermeture en 1968, la HfG Ulm influence en France la création de l’Institut de l’environnement. Selon l'historien d'art Tony Côme, l’Etat français soutient la création de cette institution, afin d'importer cette pédagogie alternative. Sa mission est de «promouvoir un renouvellement de l'enseignement de l'urbanisme, de l'architecture, de l'industrial design et de la communication». Plusieurs acteurs de la HfG Ulm y interviennent, dont Claude Schnaidt, Manfred Eisenbeis (spécialiste en communication visuelle) et Abraham Moles. L'enseignement est axé sur la pluridisciplinarité. Les quatre principales sections sont: Architecture, Urbanisme, Design et Communication. Les étudiants doivent aussi suivre des cours dans d'autres domaines, comme la psychologie ou la programmation informatique. L'institut ouvre en 1969 et forme deux volées d'étudiants-stagiaires, avant de fermer ses portes, deux ans seulement après son ouverture, en 1971.
Dès 1985, l'entreprise Olivetti développe une exposition sur l'héritage de l'école d'Ulm. Sous le titre Hochschule für Gestaltung Ulm 1953–1968. Die Moral der Gegenstände, l'exposition ouvre le 4 juillet 1987 à Berlin. En 1988, elle est montrée à Paris au Centre Pompidou, et voyage ensuite à Gênes, à Ulm, et à Tokyo.
En 1987, à l'initiative du « club off ulm » constitué par d'anciens élèves et enseignants, la ville d'Ulm fonde le HfG-Archiv. En 1993, cette archive est intégrée au Musée d'Ulm. En 1997, l'historienne d'art Dagmar Rinker (de) est nommée directrice du HfG-Archiv.
En 2003, pour les 50 ans de la fondation de l'école, une exposition intitulée « ulmer modelle – modelle nach ulm » est créée pour le musée d'Ulm par Dagmar Rinker, Marcela Quijano et Brigitte Reinhardt. Cette exposition s'accompagne d'un catalogue comportant de nombreux essais. L'exposition est présentée en 2005 au Musée des Arts décoratifs de Berlin.
En 2011, le HfG-Archiv est rendu accessible au public dans les anciens bâtiments de l'école, où est présentée une exposition permanente.

## Personnes liées

### Enseignants
- Josef Albers
- Otl Aicher
- Leonard Bruce Archer (en)
- Max Bill (1953–1957)
- Hans Gugelot : dès 1954, jusqu'à sa mort en 1965[3]
- Gui Bonsiepe : diplômé en 1959, puis enseignant jusqu'en 1968. Rédacteur de la revue Ulm[3].
- Johannes Itten (brièvement en 1955)
- Tomás Maldonado (en) (1954–1966) professeur de méthodologie visuelle et de sémiotique, recteur de la HfG de 1964 à 1966.
- Josef Müller-Brockmann (1963)
- Helene Nonné-Schmidt (en) : ancienne enseignante du Bauhaus
- Walter Peterhans : ancien enseignant du Bauhaus, donne le premier cours de base en 1953.
- Friedrich Vordemberge-Gildewart (en) : responsable du département Communication visuelle, de 1954 jusqu'à sa mort en 1962[3].
- Walter Zeischegg (de) : designer autrichien, participe à l'invitation de Bill à la fondation de la HfG, et y enseigne depuis la fondation en 1953 à sa fermeture en 1968[3].
- Claude Schnaidt (de) : collaborateur dans le bureau de Bill, diplômé de la HfG en 1958, enseigne dans le domaine architecture dès 1962 jusqu'en 1968[3].

#### Enseignants dans les branches scientifiques et théoriques
- Hermann von Baravalle : mathématicien, physicien et astronome
- Max Bense (1953–1957, puis dès le milieu des années 1960)[3]
- Hanno Kesting (de) : professeur de sociologie
- Abraham Moles : enseigne dès 1965[3],[24]
- Horst Rittel (en) : mathématicien (1958–1962)

#### Enseignants dans le domaine film (Institut für Filmgestaltung)
- Alexander Kluge : dès 1963[3]
- Edgar Reitz : dès 1963[3]
- Beate Mainka-Jellinghaus : enseigne le montage de films
- Thomas Mauch

### Anciens élèves
- Claudia von Alemann
- Mary Bauermeister
- Manfred Eisenbeis (de 1957 à 1961, dans le département de Communication visuelle)[25]
- Dan Friedman, designer américain
- Martin Krampen (en), designer et sémioticien allemand[26]
- Almir Mavignier (de 1953 à 1958)
- Jeanine Meerapfel
- Michel Millot[24]
- Rolf Müller, graphiste allemand
- Ferdinand Alexander Porsche, designer et concepteur de voiture allemand
- Ula Stöckl, réalisatrice allemande